# Friedrich-Ebert-Straße (Bremerhaven)
Die Friedrich-Ebert-Straße ist eine Hauptstraße in Bremerhaven. Sie wurde vor 1914 mit dem Neubau der Bahnstrecke Bremen–Bremerhaven notwendig und verbindet Mitte (Bremerhaven) mit Bremerhaven Hauptbahnhof. Wie ein unvollständiges und umgekehrtes C umschließt sie den Kern des Stadtteils Geestemünde. In südlicher Verlängerung führt die Metzer Straße weiter nach Schiffdorferdamm und Geestemünde-Süd. Die Friedrich-Ebert-Straße beginnt unterhalb der Alten Geestebrücke an der Elbestraße und endet an der Molkerei, An der Mühle 44.

## Geschichte
Die Straße wurde 1949 nach dem ersten Reichspräsidenten und SPD-Vorsitzenden Friedrich Ebert (1871–1925) benannt. Ebert und seine Partei hatten im November 1918 die Regierung in der Weimarer Republik übernommen. Zuvor erinnerte die Straße im nördlichen Abschnitt als Hohenzollernring an das Fürstenhaus, das die Preußischen Könige und Deutschen Kaiser gestellt hatte. Vom Bahnhof bis zum südlichen Ende hieß sie Deutscher Ring.

### Entwicklung
Nach 1827, mit der Gründung Bremerhavens, baute ab 1844 das benachbarte Königreich Hannover als Konkurrenz einen Hafen. Damit begann der Aufstieg Geestemündes, das 1847 diesen Namen erhielt. 1848 wohnten nur 59 Bürger im Ort. 1862 erfolgte der Bau der Bahnstrecke Bremen–Bremerhaven und 1896 die Bahnstrecke Bremerhaven–Cuxhaven. In dieser Zeit erweiterte der Ort sich von der 1860 ausgebauten Georgstraße in Richtung zunächst der Schillerstraße. Geestemünde, Bremerhaven und Lehe wuchsen mehr und mehr zusammen. Die von der Alten Geestebrücke kommende Ludwigstraße wurde 1909 als Hohenzollernring über die Bremerhavener Stichbahn hinaus zunächst verlängert als Zufahrtsstraße zur neuen Industrie- und Handelskammer und zum neuen Realgymnasium (Wilhelm-Raabe-Schule). Die neue Bahnstrecke Wulsdorf–Bremerhaven ging 1914 in Betrieb. Der Bahnhof Geestemünde als Endstation an der Klußmannstraße verlor seine Rolle als Personenbahnhof. Der neue Bahnhof Geestemünde-Bremerhaven entstand bis 1914 an der neuen Hauptstrecke. Die Weiterführung des Hohenzollernrings bis zum neuen Bahnhof hieß von 1914 bis 1920 – so lange die alte Bahnhofstraße zum Geestemünder Bahnhof noch nicht in Max-Dietrich-Straße umbenannt war – Neue Bahnhofstraße. Sie wurde dann in den Hohenzollernring einbezogen. Am 31. Oktober 1949 erhielten der Hohenzollernring und die Weiterführung bis zur Straße An der Mühle, der Deutsche Ring, den gemeinsamen Namen Friedrich-Ebert-Straße. Sie erschloss das weitgehend unbebaute Gebiet zwischen Schillerstraße und neuer Bahn. Noch bis in die 1950er Jahre lagen an ihrer Westseite Gartenanlagen.

### Verkehr
Seit 1881 gab es eine Pferdebahn. Von 1898 bis 1949 wurde sie zu einem elektrischen Straßenbahnbetrieb mit sechs Linien umgebaut. Von 1960 bis 1982 fuhr die Straßenbahn noch mit den Linien 2 (Geestemünde – Stadtgrenze Langen) und 3 (Bahnhof Lehe – Rickmersstraße – Rotersand – Hauptbahnhof) durch die Straße; letztere nur bis 1964.
Von 1947 bis 1958 fuhren Oberleitungsbusse ab Schiffdorf nach Geestemünde; ab 1949 weiter zur Stresemannstraße/Stadtverwaltung Bremerhaven (Leher Kasernen).
Es verkehren hier die Buslinien der BremerhavenBus, der Bremerhavener Versorgungs- und Verkehrs-GmbH (BVV), die am Hauptbahnhof Bremerhaven vorbeikommen. Ein Anruf-Linientaxi ergänzt das Angebot.

### Querstraßen
Die Querstraßen wurden benannt nach der Elbe (früher Alte Poststraße), den Staufern, Rudolf, dem Rhein, Albrecht Dürer, Johannes Gutenberg, Nürnberg, Worms, Otto von Bismarck, Ludwig Yorck von Wartenburg, Hans Grashoff, Straßburg, dem Gastwirt Johannes, Metz, Alfred Balzer und An der Mühle; ansonsten siehe beim Link zu den Straßen.

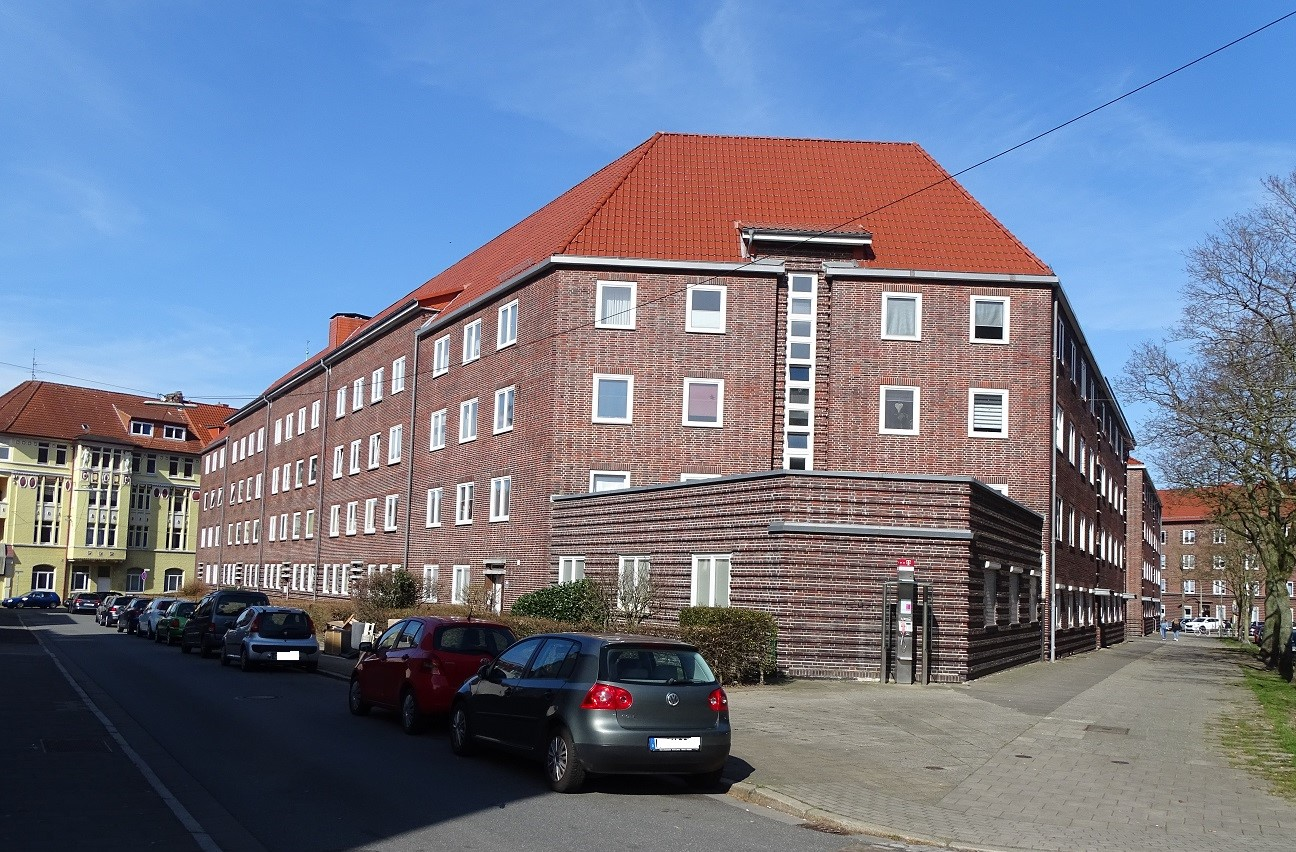
Alfred-Balzer-Straße (li.)
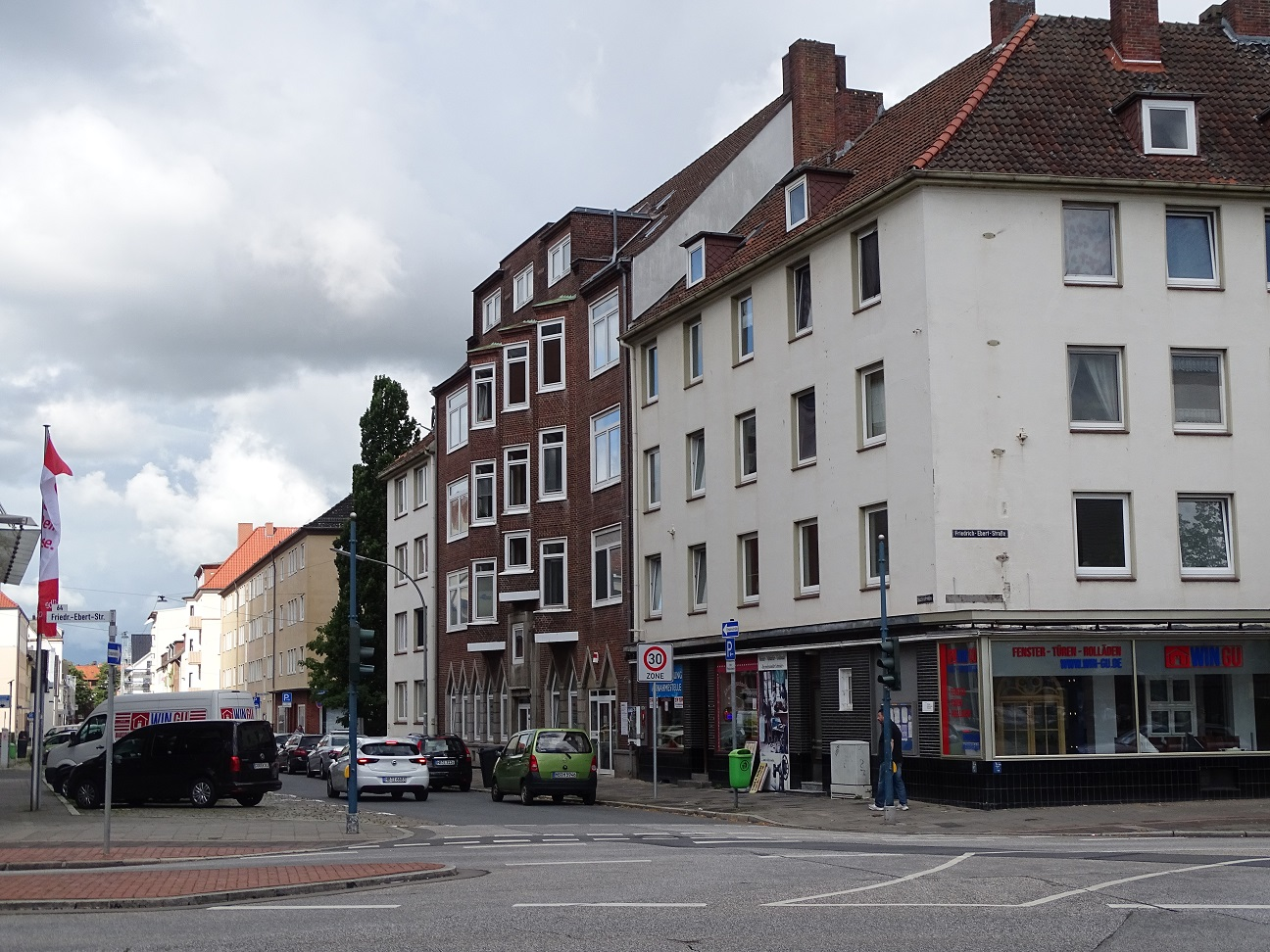
Buchtstraße
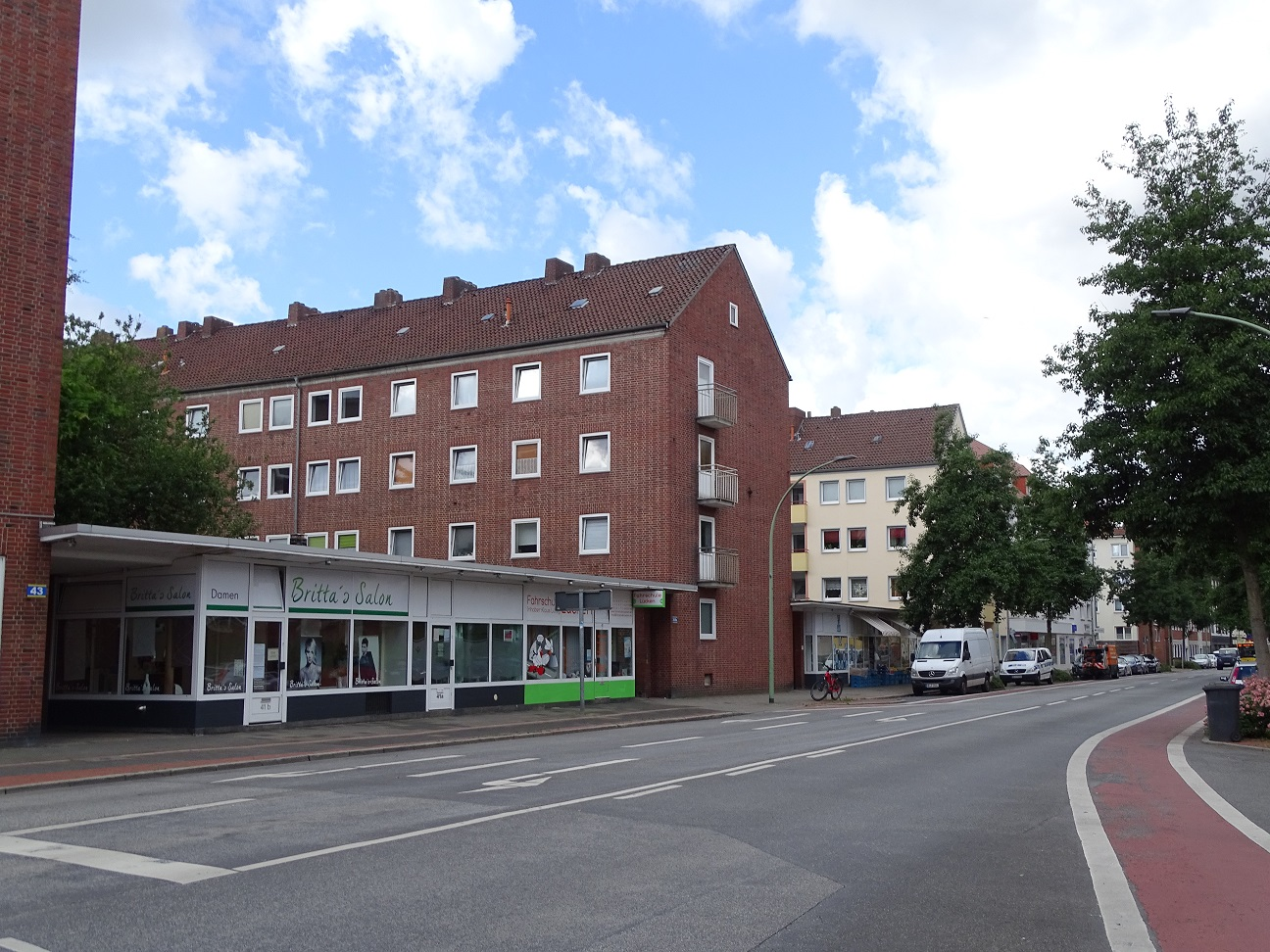
Grashoffstraße

## Gebäude
Nach den Zerstörungen durch die Luftangriffe auf Wesermünde entstanden in der Nachkriegszeit an der Straße viele neue Gebäude. Viele der überwiegend vier- oder fünfgeschossigen Häuser sind Wohnhäuser, wenige Wohn- und Geschäftshäuser. Rotsteinfassaden prägen das ausgewogene, einheitliche Straßenbild.

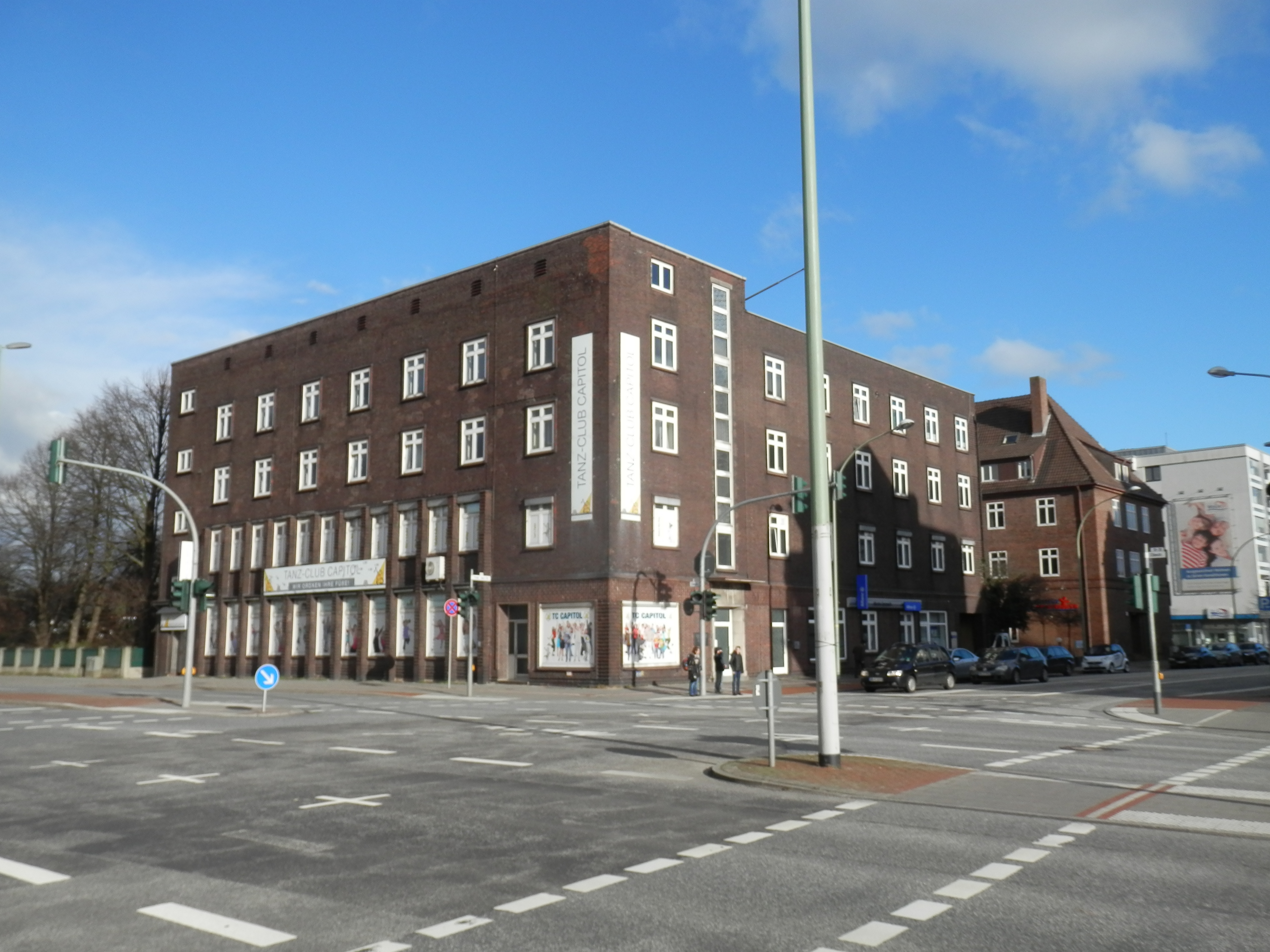
Straßenbeginn, Elbestraße
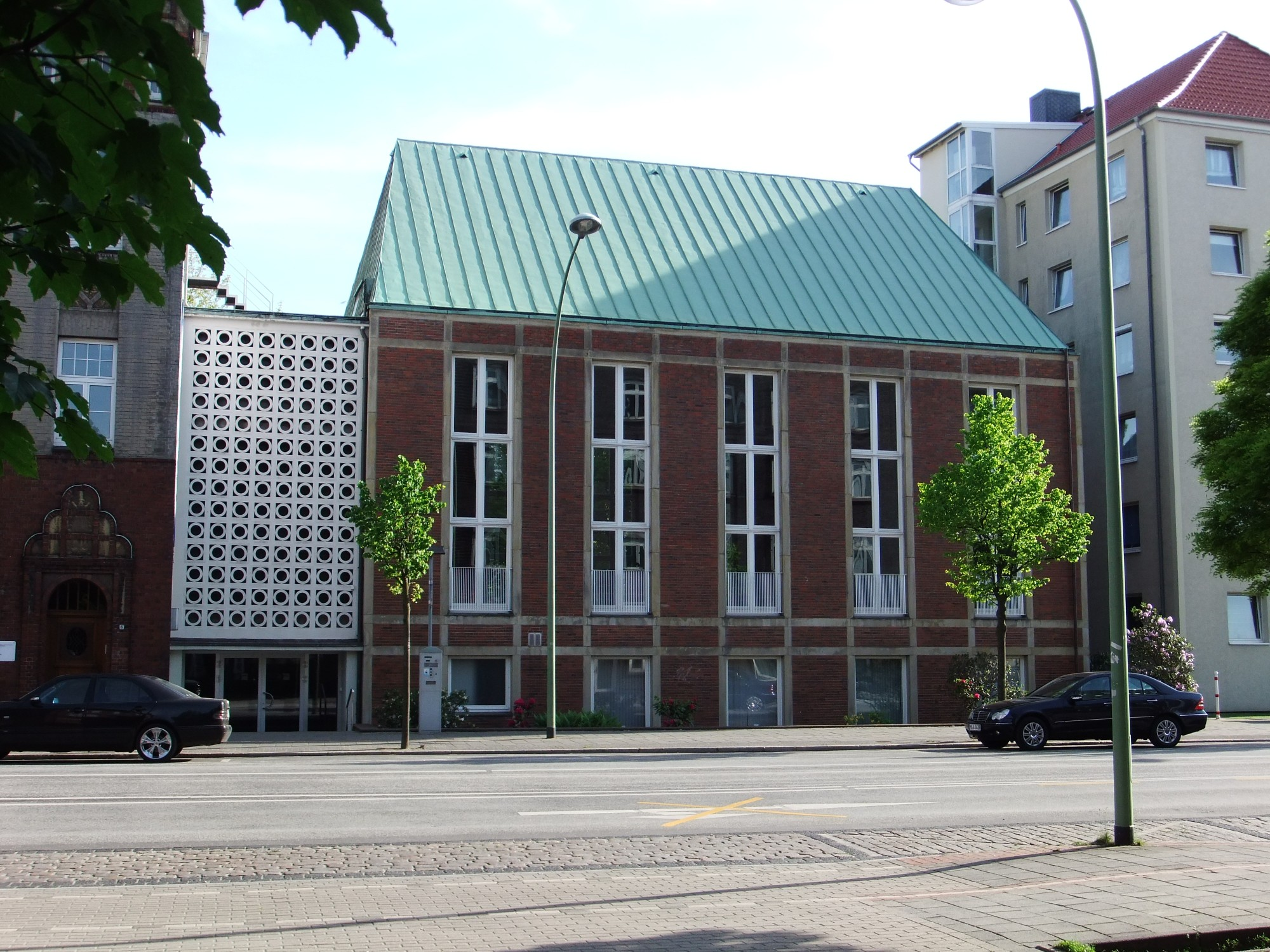
Saal der IHK
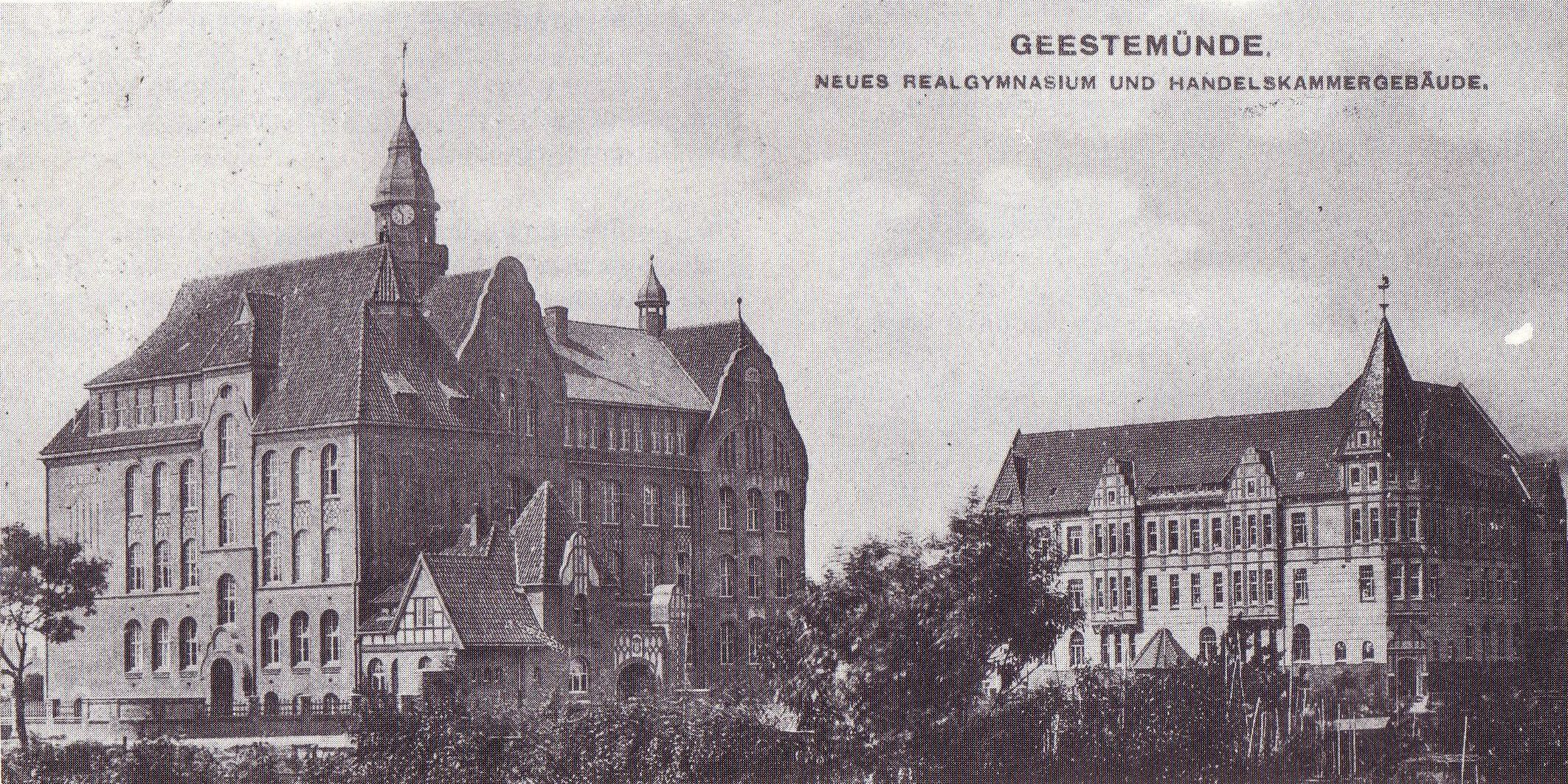
Gymnasium und Handelskammer
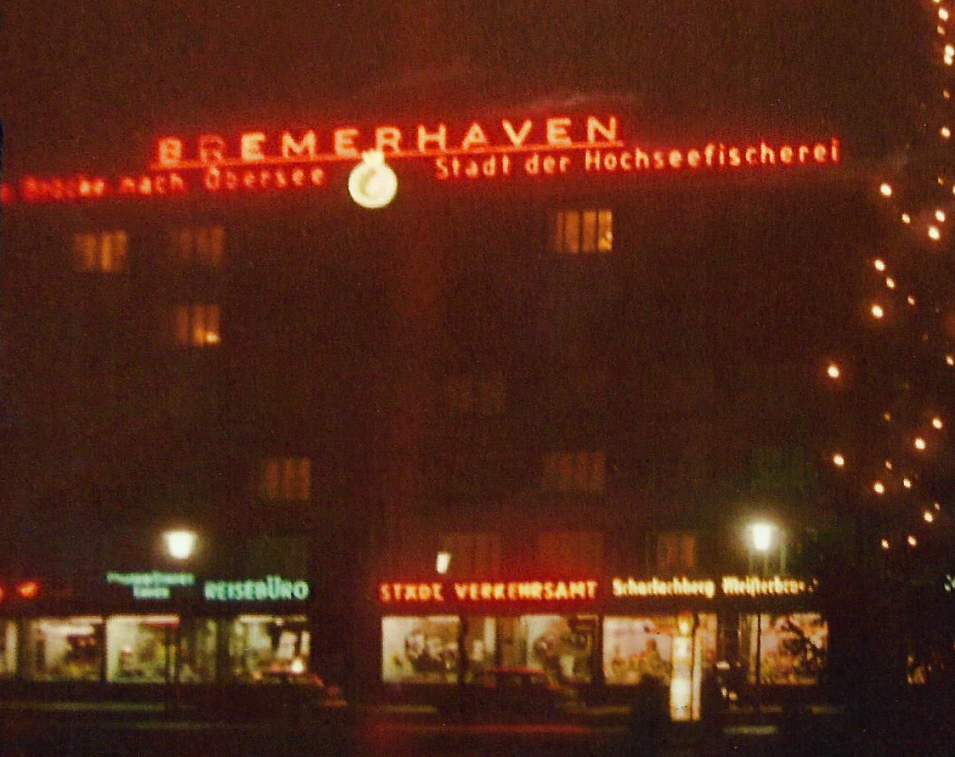
Gegenüber vom Hauptbahnhof (1974)
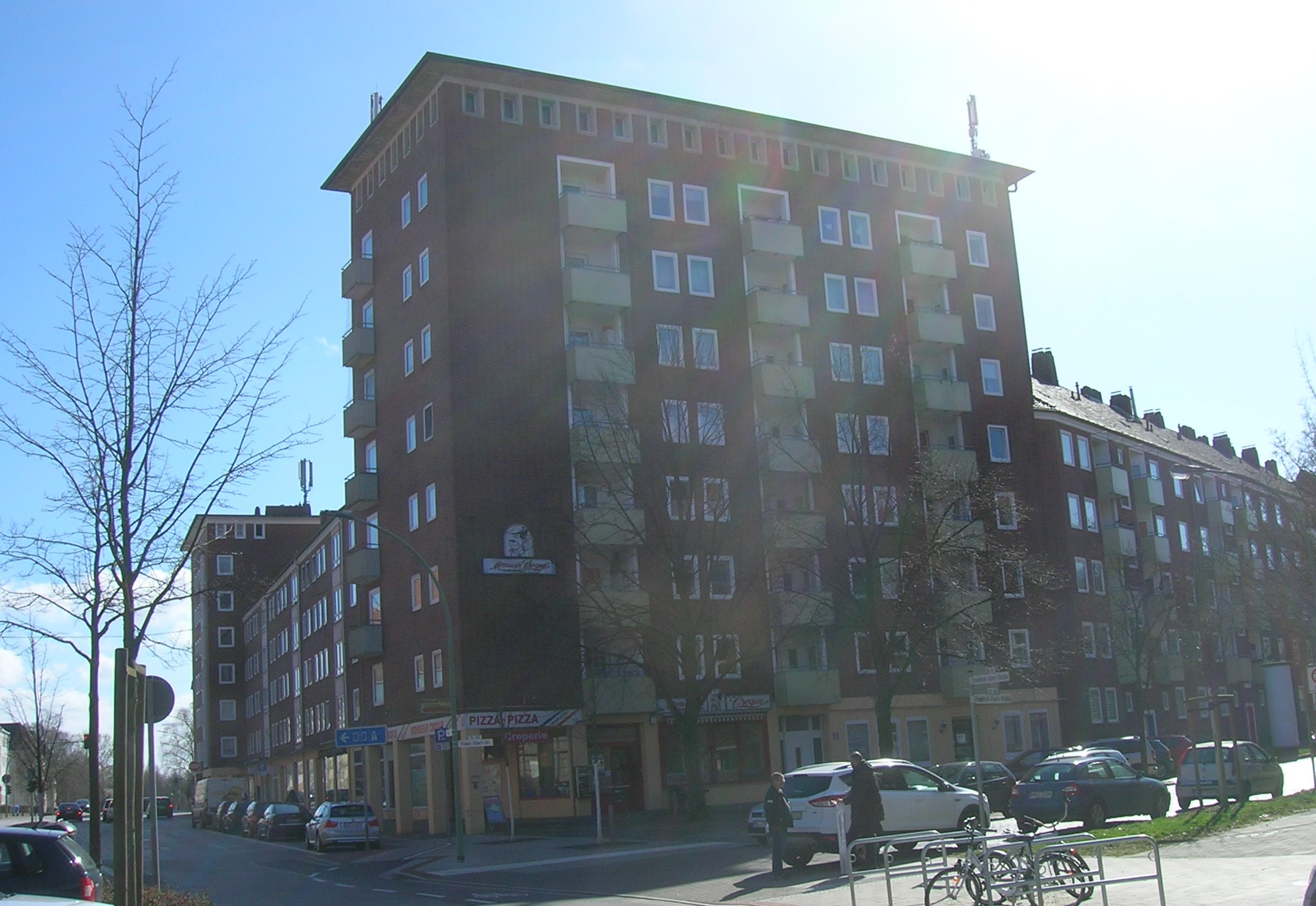
Ecke Metzer Straße

### Baudenkmale
- Nr. 1: 4- bis 5-gesch. Verlags-, Wohn- und Geschäftshaus von 1930 nach Plänen von Gustav Claas als Verlagshaus Norddeutsche Volksstimme für die ehemalige sozialdemokratische Zeitung  (von 1890 bis 1933) im Bauhausstil. 1938 war hier der Dienstsitz der Geheimen Staatspolizei.[4]
- Nr. 4: 4-gesch. Gebäude der Handelskammer Geestemünde bzw. Industrie- und Handelskammer Bremerhaven von 1908 nach Plänen von Stadtbaumeister Karl von Zobel im Stil der Neorenaissance, mit drei Erkern sowie mit zwei Dienstwohnungen und Räume für die Reichsbank. 1964/66 erfolgte die Erweiterung durch ein Saalgebäude nach Plänen von Karl Franzius und Theodor Rosenbusch.[5]
- Nr. 10: 4-gesch. mehrflügelige Wilhelm-Raabe-Schule von 1908 nach Plänen von Karl von Zobel im Reformstil der Zeit mit Elementen des Historismus und des zeitgenössischen Jugendstils.[6]
- Nr. 73:1/2-gesch., dreiflügeliger Bremerhaven Hauptbahnhof nach Plänen vom Königlichen Baurat Ernst Moeller, mit repräsentativer Eingangshalle, nördlichen Wartehallen für die 1/2. und 3/4. Klasse sowie südlichem dreigeschossigen Flügel der Bahnhofsverwaltung.[7]

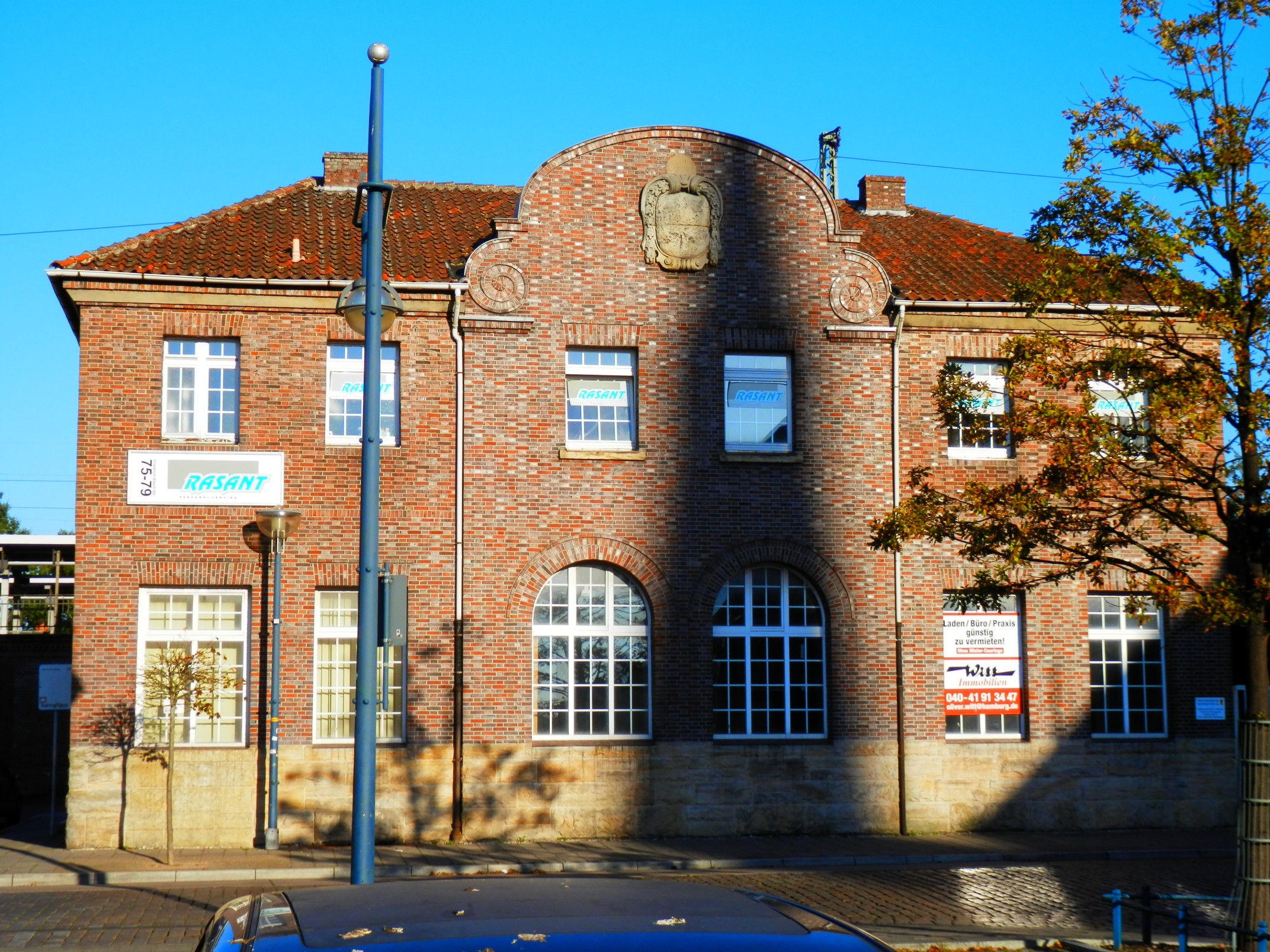
Kaiserliche Post am Bahnhof

- Nr. 75: 2-gesch. 6-achsiges Kaiserliches Postamt bzw. Alte Post bzw. Bahnpostamt Geestemünde von 1914 nach Plänen von Postbaurat Schäffer (Hannover), gebaut im Zusammenhang mit dem Neubau des Bahnhofs, mit Schalterhalle, Paketraum und Diensträumen sowie mit barockem, 2-achsigen Mittelrisalit mit großen  Voluten und neubarocker Wappenkartusche.[8]

### Erwähnenswerte Gebäude
- Nr. 3: 3-gesch. ehem. Reichsbank-Gebäude aus den 1920er Jahren im konservativen Stil, heute Bürohaus mit Kanzleien
- Nr. 64: 5-gesch. Wohn und Bürohaus mit einer Geschäftsstelle der Weser-Elbe Sparkasse.
- Nr. 93: 8-gesch. Wohnhaus als stadtbildprägendes Eckhaus.

### Gedenksteine
Stolpersteine in Bremerhaven
- Nr. 83: für Ella Block (* 1893) Ernst Block (* 1891) und Marianne Block (* 1923); alle 1938 in die USA geflohen.
- Nr. 83: für Dorothea Goldmann (* 1903) Hermann Goldmann (* 1896); beide 1941 geflohen in die USA.